# Limpsfield
Limpsfield is een civil parish in het bestuurlijke gebied Tandridge, in het Engelse graafschap Surrey met 3569 inwoners.

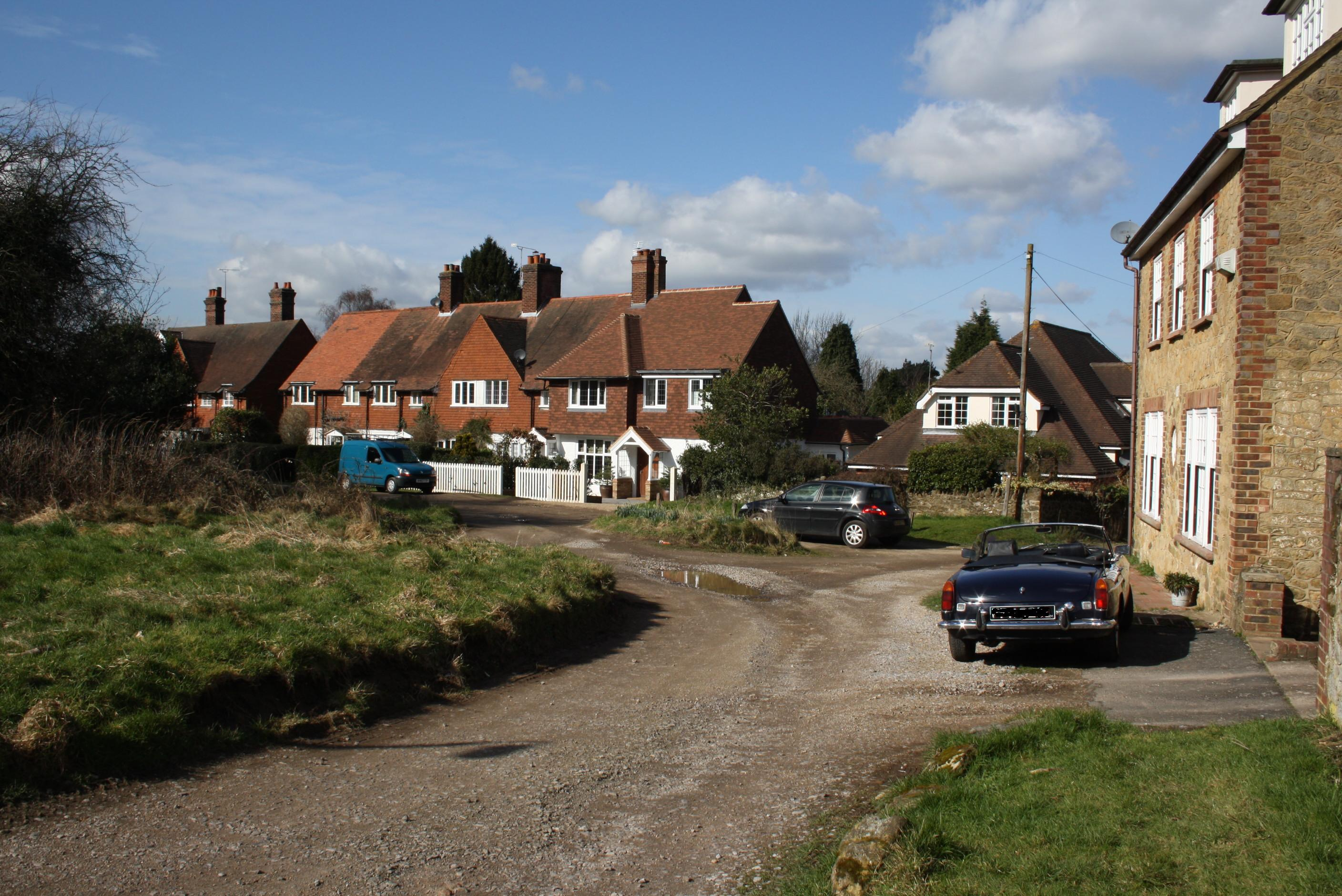
Limpsfield
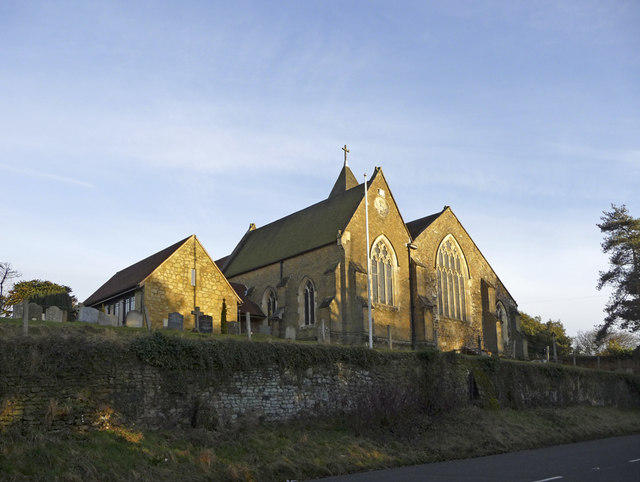
Kerk van St Peter